# Don Davies
Pour les articles homonymes, voir Davies.
Don Davies, né le 16 janvier 1963 à Edmonton en Alberta, est un homme politique canadien, qui représente actuellement la circonscription de Vancouver Kingsway (Colombie-Britannique) à la Chambre des communes du Canada, sous la bannière du Nouveau Parti démocratique. Il est porte-parole de l'opposition officielle en matière de commerce international.

## Biographie
Né à Edmonton (Alberta), Davies détient un baccalauréat ès sciences politiques et un baccalauréat en droit (LL.B.) de l'Université de l'Alberta. Entre 1989 et 1991, Davies exerce les fonctions de recherchiste au sein du caucus de l'opposition officielle de l'Alberta (Nouveau Parti démocratique de l'Alberta) et adjoint exécutif aux politiques et aux communications de Ray Martin, chef de l'opposition officielle.
En 1991, Davies déménage en Colombie-Britannique avec sa femme, l'orthophoniste Sheryl Palm. En 1992, il devient directeur des ressources juridiques du syndicat Teamsters Canada, local 31, fonction qu'il exerce jusqu'à son élection à la Chambre en 2008. 

### Élections
Sous la bannière du Nouveau Parti démocratique, Davies est élu député à la Chambre des communes une première fois lors des élections fédérales canadiennes de 2008, dans la foulée de la défection de l'ancien député libéral, David Emerson, au Parti conservateur. Il reçoit 15 933 voix (35,20 %), devançant sa rivale libérale par une marge de 2 769 voix.
Il est réélu lors des élections fédérales canadiennes de 2011 avec 23 457 voix, une majorité absolue (50,08 %) et une majorité de 10 300 voix, et de nouveau en 2015, 2019 et 2025.
Le 5 mai 2025, il est choisi chef intérimaire du Nouveau Parti démocratique par le Conseil national du parti.

## Rôles parlementaires
Don Davies est actuellement porte-parole de l'opposition officielle en matière de commerce international. 
Il a déjà exercé les fonctions de porte-parole suivantes : 
- citoyenneté, immigration et multiculturalisme (2011-2012)
- sécurité publique et sécurité nationale (2009-2011)
- multiculturalisme (2008-2011)
- diversification économique de l'Ouest canadien